# Flatlus
Flatlus (Pthirus pubis) folkligt även kallade bagg, är en art i insektsordningen djurlöss. Släktet Pithirus infekterar människor och Pthirus gorillae är den enda andra lusen som ingår i samma släkte, den infekterar gorillorna. Båda är från familjen Pediculidae, löss som använder sig av en människovärd tillsammans med människolus (Pediculus humanus), klädlus (Pediculus humanus humanus) och huvudlus (Pediculus humanus capitis). Dessa löss tillhör underordningen blodsugande löss, Anoplura, med 500 andra djurlöss. Löss som använder däggdjur som värdar.

## Historia
Flatlusen har kunnat dateras med hjälp av arkeologiska fossila fynd tillbaka till medeltida Storbritannien och gamla Rom omkring sena 1 – 2 e.Kr. Fynden är sällsynta på grund av gamla begravningsritualer som rengjorde kropparna från parasiten. Flatlusen togs troligen bort i det privata jämfört med dess släktingar huvudlöss som rensades av familj och kroppslöss som skakades bort bland kläder. På så vis har inte flatlusen bevarats genom historien lika väl som deras släktingar. År 2022 bedöms bara 1 –2 % av världens befolkning lida av flatlöss. De fall som dyker upp är från sexuellt aktiva i områden med lägre hygienisk standard. Den tros ha minskat i delar av världen där hygienen har blivit viktigare samt att det har blivit vanligare att raka alternativt vaxa könshåret och därav minska flatlusen levnadsmiljö. Mindre flatlöss sprids genom sexuell kontakt när de grova könshåren inte finns för flatlusen att fästa sig på med sina klor.

## Utseende
Flatlusen har en platt, kort kropp, 1 till 2 millimeter lång. Den saknar vingar. Precis som huvudlusen har flatlusen gripklor anpassade för att hålla fast i hårstrån. Benen hos flatlusen sitter dock glesare på grund av den större grovleken hos de hårstrån den lever bland. Flatlusens huvud har två antenner uppdelade i fem segment. Antennerna hjälper till att upptäcka odör och fukt. I spetsen av antennen sitter en del som gör det möjligt för flatlusen att känna lukt. Bakom antennerna finns de två ögonen. Längst fram på huvudet sitter ett litet spetsigt rör som den använder för att suga blod.

## Vanor
Den lever som ektoparasit i områden med grov hårväxt hos människan, främst i pubesregionen men även i armhålor, skägg eller, speciellt hos barn, i ögonbryn och ögonfransar. I områden med tunnare hårstrån, exempelvis på människans huvud, förekommer den inte.
Flatlusen suger blod med hjälp av ett spetsigt rör, försett med hullingar. Bettet orsakar klåda. Flatlusens saliv innehåller dessutom ett enzym som bryter ned blodets hemoglobin, varför det kan uppstå en blåaktig missfärgning runt bettstället.

## Fortplantning
Flatlusen har ofullständig förvandling. Larven genomgår inget puppstadium, utan ser ut som en mindre kopia av den vuxna lusen.
Äggen klistras fast vid basen av de hårstrån lusen lever ibland.

## Överföring
Flatlöss överförs normalt genom sexuell kontakt, men kan sällsynt även överföras via handdukar eller sängkläder. Det beror på att flatlusen kan klara sig en kort stund från värden genom att sätta sig i de grova tygfibrerna med klorna och överleva 24 – 48 timmar utan en människa som värd. Överföring sker ej via husdjur, andra djur eller toalettstolar. En flatlus kan normalt endast överleva 1-2 dygn utanför människokroppen och vid gynnsamma förhållanden som luftfuktighet < 40% och temperaturer på < 50 °C. Äggen kan klara sig upp till 16 dagar vid lägre temperaturer. Överföringen av flatlusen är vanligare bland unga vuxna, detta är sannolikt på grund av att de har mer sexuell kontakt och med flera partners. Hud mot hud, specifikt runt könshåren, är det vanligaste och lättaste sättet för flatlusen överföras till nästa värd, det är för att flatlusen griper klorna runt grova hårstrån och fäster äggen runt dem. De är även obenägna att röra på sig själva, de förflyttar sig mindre än 10cm/dag och blir därför helt beroende av närkontakt av värdar för att kunna parasitera nästa värd.  Därför anses den också vara en sexuellt överförbar sjukdom, STD.

## Symtom
Människor med flatlus beskriver framförallt klåda, vilket ofta är värre på natten. Om flatlus finns i ögonfransarna kan det resultera i svullnad och skorpbildning i ögonlockskanten. Olika typer av eksem kan förekomma, såsom atopiskt- och seborroiskt eksem. Ljumsksvamp, hårsäcksinflammation, mollusker och hudutslag (som vid skabb) är andra symptom som har påträffats.